# Wały Jagiellońskie

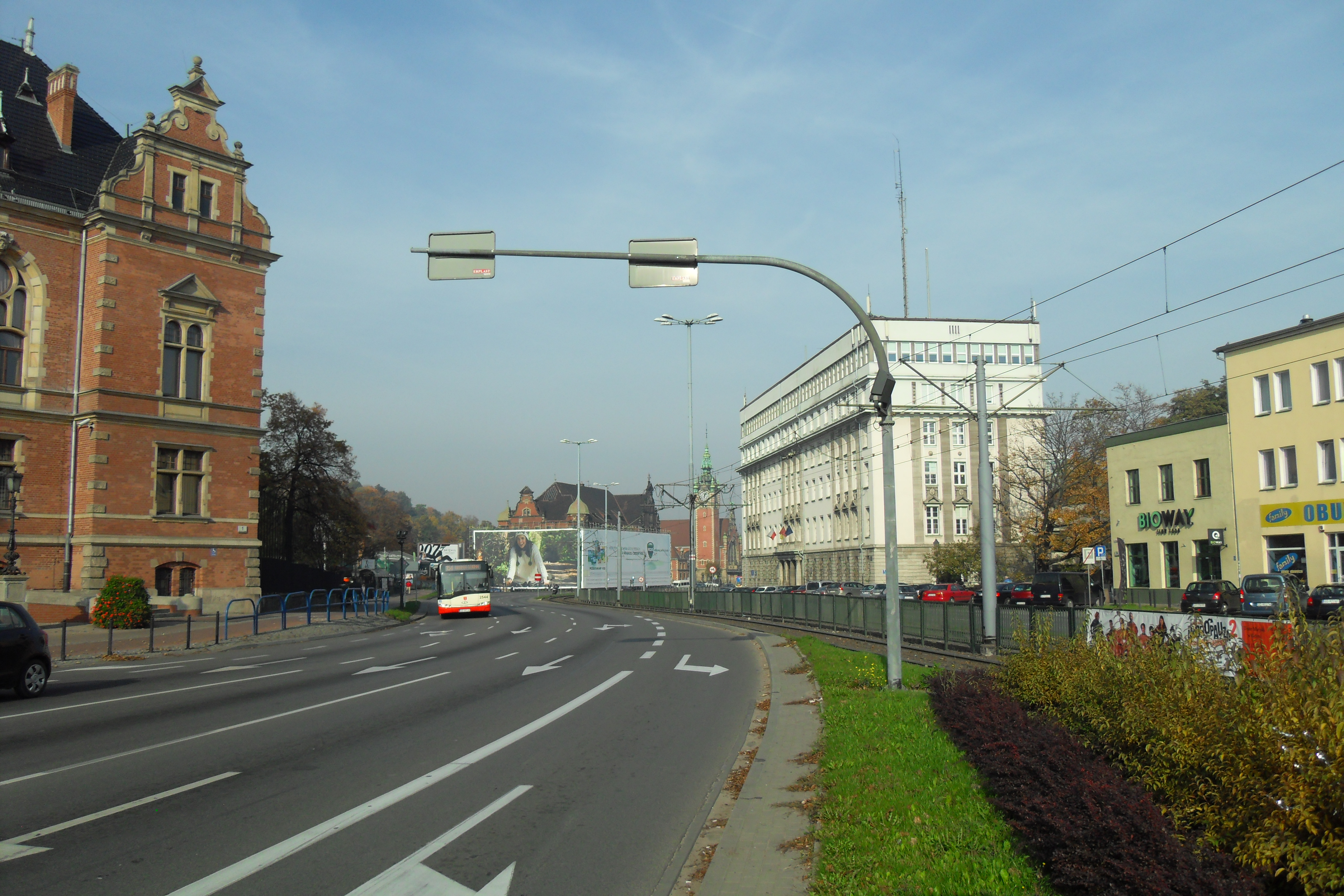
Wały Jagiellońskie

Wały Jagiellońskie (deutsch Jagiellonenwall, 1897–1945 Elisabethwall und Dominikswall) ist eine Straße in der Innenstadt von Danzig. Sie ist nach den polnischen Jagiellonen benannt.

## Lage
Die Straße verläuft in nord-südlicher Richtung westlich der Altstadt und der Rechtstadt. Sie befindet sich auf den ehemaligen Befestigungsanlagen und ist Teil der Landesstraße 91.

## Geschichte
16. Jahrhundert bis 1945 

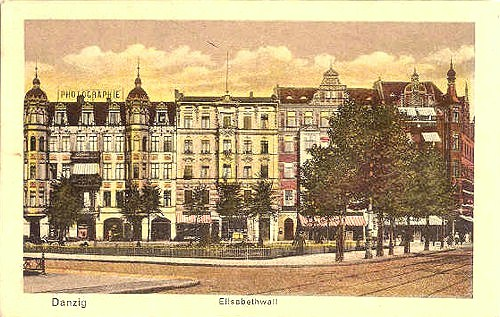
Elisabethwall, um 1900

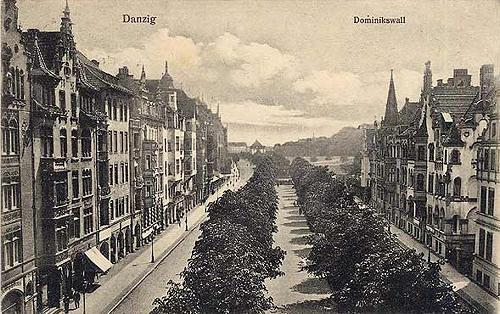
Dominikswall, um 1900

Im frühen 16. Jahrhundert wurde mit dem Bau von Befestigungsanlagen um Danzig begonnen. Um 1554 wurde die Bastion Elisabeth gebaut.
Um 1890/95 wurden die Befestigungsanlagen abgerissen und die Straßen Dominikswall und Elisabethwall gebaut. In den prunkvoll verzierten Gebäuden ließen sich Wirtschaftsunternehmen, Gesellschaften, Vereine, Konsulate, Hotels, Geschäfte und Wohnungen nieder. 1898 entstand das Luxushotel Danziger Hof, 1903 wurde ein Denkmal für Kaiser Wilhelm I. aufgestellt.
1945 wurden die meisten Gebäude zerstört.
Nach 1945
Nach 1945 wurden einige neue Gebäude gebaut, die Straße wurde zu einer Schnellstraße erweitert. 1971 wurde ein Tunnel gebaut. 2007 erfolgten umfangreiche Ausbesserungsarbeiten des Straßenbelags, der Straßenbahntrasse sowie von Rad- und Fußgängerwegen.

## Gebäude
Erhaltene Bauwerke

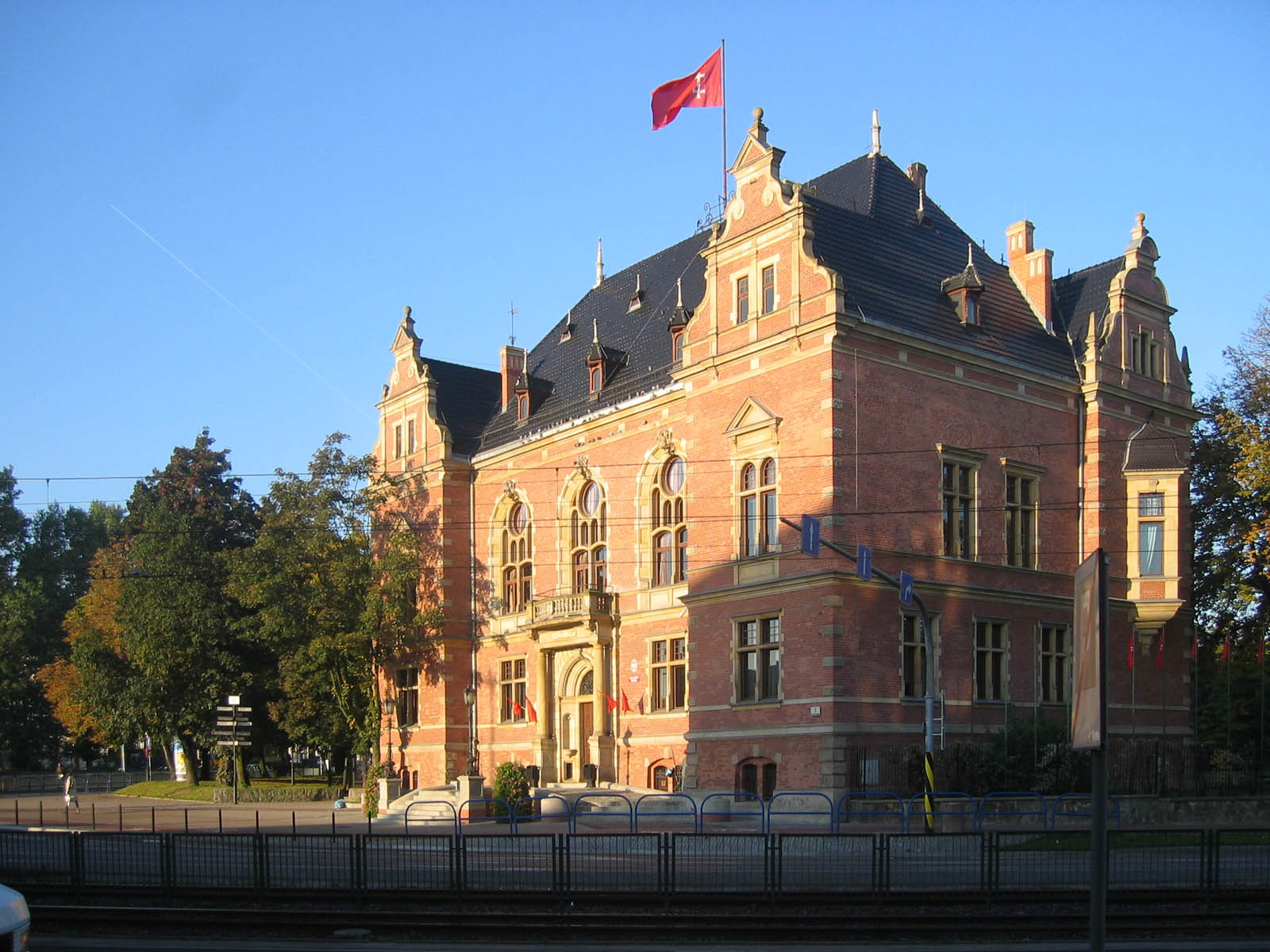
Neues Rathaus

Einige wenige historische Bauwerke sind erhalten oder wurden wieder aufgebaut
- Elisabethkirche
- Bastion Elisabeth
- Neues Rathaus, jetzt Sitz der Stadtverwaltung
- Hohes Tor

Nicht erhaltene Bauwerke
Zu den historischen Bauwerken gehörten
- Hotel Danziger Hof